# 1912 en Espagne
Cet article présente les faits marquants de l'année 1912 en Espagne.

## Évènements
- Création du Musée national des Arts décoratifs à Madrid